# Kazimierz Artymiuk
Kazimierz Artymiuk (ur. 28 sierpnia 1920 w Branicy Suchowolskiej, zm. 13 marca 1984 w Randwick w Wielkiej Brytanii) – kapitan Królewskich Sił Powietrznych, sierżant pilot Polskich Sił Powietrznych w Wielkiej Brytanii, kawaler Orderu Virtuti Militari.

## Życiorys
Po ukończeniu szkoły powszechnej w Suchowoli i gimnazjum w Radzyniu Podlaskim, Kazimierz Artymiuk wstąpił w 1938 roku do Szkoły Podchorążych Lotnictwa dla Małoletnich w Świeciu. Po wybuchu II wojny światowej został wraz z grupą uczniów ewakuowany do Rumunii, potem przedostał się do Francji i Wielkiej Brytanii. W latach 1941−1942 ukończył kurs pilotażu i po dalszym przeszkoleniu i zgrywaniu załóg w 18 Operational Training Unit (18 OTU) w Bramcote (Warwickshire) został od 1 stycznia 1943 roku skierowany do 305 dywizjonu bombowego Ziemi Wielkopolskiej im. Marszałka Józefa Piłsudskiego.
Do 17 października 1943 roku odbył pełną turę 30 lotów bojowych. Podczas bombardowania Essen w nocy z 5 na 6 marca jego samolot, Vickers Wellington, został ostrzelany i uszkodzony. Pomimo to kapral Artymiuk doprowadził go na macierzyste lotnisko, za co został odznaczony Distinguished Flying Medal. Jego tylny strzelec, Brunon Godlewski, który stracił w walce obie ręce, został za swą postawę odznaczony Krzyżem Srebrnym Virtuti Militari. Po odbyciu tury operacyjnej Kazimierz Artymiuk został skierowany na stanowisko instruktora do 18 OTU, później do 31 OTU, gdzie przeszedł przeszkolenie do lotów na ciężkich bombowcach Short Stirling i Handley Page Halifax. Od 23 stycznia 1945 roku został pilotem w 301 Dywizjonie Ziemi Pomorskiej „Obrońców Warszawy”. Odbył pięć lotów na zadania specjalne. Po zakończeniu wojny przeszedł do lotnictwa transportowego, zaś wkrótce zwolnił się z PSP i wstąpił do RAF. Służył do 1975 roku. Zmarł w 1984 roku we wsi Randwick w hrabstwie Gloucestershire.

## Ordery i odznaczenia
- Krzyż Srebrny Orderu Virtuti Militari nr 8467
- Krzyż Walecznych trzykrotnie
- Medal Lotniczy trzykrotnie
- brytyjski Krzyż Sił Powietrznych – 10 czerwca 1954[1]
- brytyjski Zaszczytny Medal Lotniczy
- Gwiazda za Wojnę 1939–1945
- Gwiazda Lotniczych Załóg w Europie
- Gwiazda Italii
- Medal Obrony
- Medal Wojny 1939–1945